# The A-Team (film)
The A-Team er en amerikansk actionfilm, der er baseret på tv-serien af samme navn og er instrueret af Joe Carnahan og produceret af Stephen J. Cannell og Scott-brødrene Ridley og Tony.
Filmen havde premiere i Danmark den 10. juni 2010 og den 11. juni 2010 i USA.

## Handling
Ligesom den oprindelige serie, følger historien eventyret om de fire U.S. Army Special Forces soldater som er blevet lejesoldater, hvoraf tre blev anholdt for en forbrydelse, de ikke har begået og er nu mærket krigsforbrydere. Efter det lykkedes at flygte fra militærfængsel, slår de tre sig sammen med Kaptajn H.M. Murdock, deres rekognoscering pilot.

## Medvirkende
- Liam Neeson som Oberst John "Hannibal" Smith
- Bradley Cooper som Løjtnant Templeton "Faceman" Peck
- Quinton "Rampage" Jackson som Sergent B.A. "Bad Attitude" Baracus
- Sharlto Copley som Kaptajn H.M. "Howling Mad" Murdock
- Jessica Biel som Løjtnant Carissa Sosa[5]
- Patrick Wilson som Oberst Lynch[6]
- Omari Hardwick som Chop Shop J
- Maury Sterling som Gammons
- C. Ernst Harth som Gilbert
- Brian Bloom som Pike
- Gerald McRaney som General Morrison